# Vía Colectora Tabacundo-Cajas
La Vía Colectora Tabacundo-Cajas (E282) es una vía secundaria de sentido norte-sur ubicada en la Provincia de Pichincha al noreste de la ciudad capital de Quito.  Esta colectora, de aproximadamente 9.75 kilómetros de longitud, conecta a la Troncal de la Sierra (E35) cerca del límite interprovincial Imbabura/Pichincha con la Vía Colectora Quito-Cayambe (E28B) a la altura de Tabacundo. 

## Localidades destacables
De norte a sur:
- Tabacundo, Pichincha

- Datos: Q2089158